# Кармилла (Классика ужасов)
«Кармилла» (англ. Carmilla) — вторая серия американского сериала 1989 года «Классика ужасов». Фильм снят по мотивам новеллы 1872 года «Кармилла» Джозефа Шеридана Ле Фаню, послужившей основой для множества фильмов о вампирах-женщинах.

## Содержание
Действие новеллы перенесено на юг США во времена перед гражданской войной. Мари живёт вместе с отцом в поместье на плантации. У неё нет матери, она очень одинока и постоянно просит отца найти ей подругу, но ему нечего ей предложить. Однажды рядом с домом случается авария кареты. Выжившая девушка, Кармилла, вынуждена остаться в гостях у Мари, пока не поправится. Они становятся близкими подругами. Но начинают происходить странные вещи: гибнут люди, а Мари становится всё слабее и слабее. Инспектор Амос подозревает, что Кармилла — вампирша. Он пытается доказать это, но тоже погибает. Отец Мари, наконец, понимает, что происходит. С большим трудом Кармиллу удаётся убить.

## Актёрский состав
| В ролях         |  | Персонаж       |
| --------------- |  | -------------- |
| Мег Тилли       |  | Кармилла       |
| Айони Скай      |  | Мари           |
| Родди Макдауэлл |  | Инспектор Амос |
| Рой Дотрис      |  | Лео            |